# Spiaggia di Canallave
Canallave è una spiaggia situata nella località spagnola di Liencres, municipio nella zona di Piélagos, in Cantabria. Essa fa parte del Parco nazionale delle dune di Liencres. È limitata a ovest dalla spiaggia di Valdearenas. Essendo un luogo molto ventoso, la spiaggia di Cannallave è frequentata principalmente da surfisti.